# Distrito de Vahdat
Vahdat (en tayiko: Ноҳияи Ваҳдат) es un distrito de Tayikistán, en la Región bajo subordinación republicana . 
Comprende una superficie de 3 987 km².
El centro administrativo es la ciudad de Vahdat.

## Demografía
Según estimación 2009 contaba con una población total de 182 553 habitantes.

## Otros datos
El código ISO es TJ.RR.KR, el código postal 737450 y el prefijo telefónico +992 3136.